# Вторая Карнатикская война
Вторая Карнатикская война (англ. Second Carnatic War) — колониальная война, шедшая в 1749–1754 годах в южной Индии между французской и британской Ост-Индскими компаниями и поддерживаемыми ими индийскими правителями за расширение подконтрольных им территорий и власть над ними. 

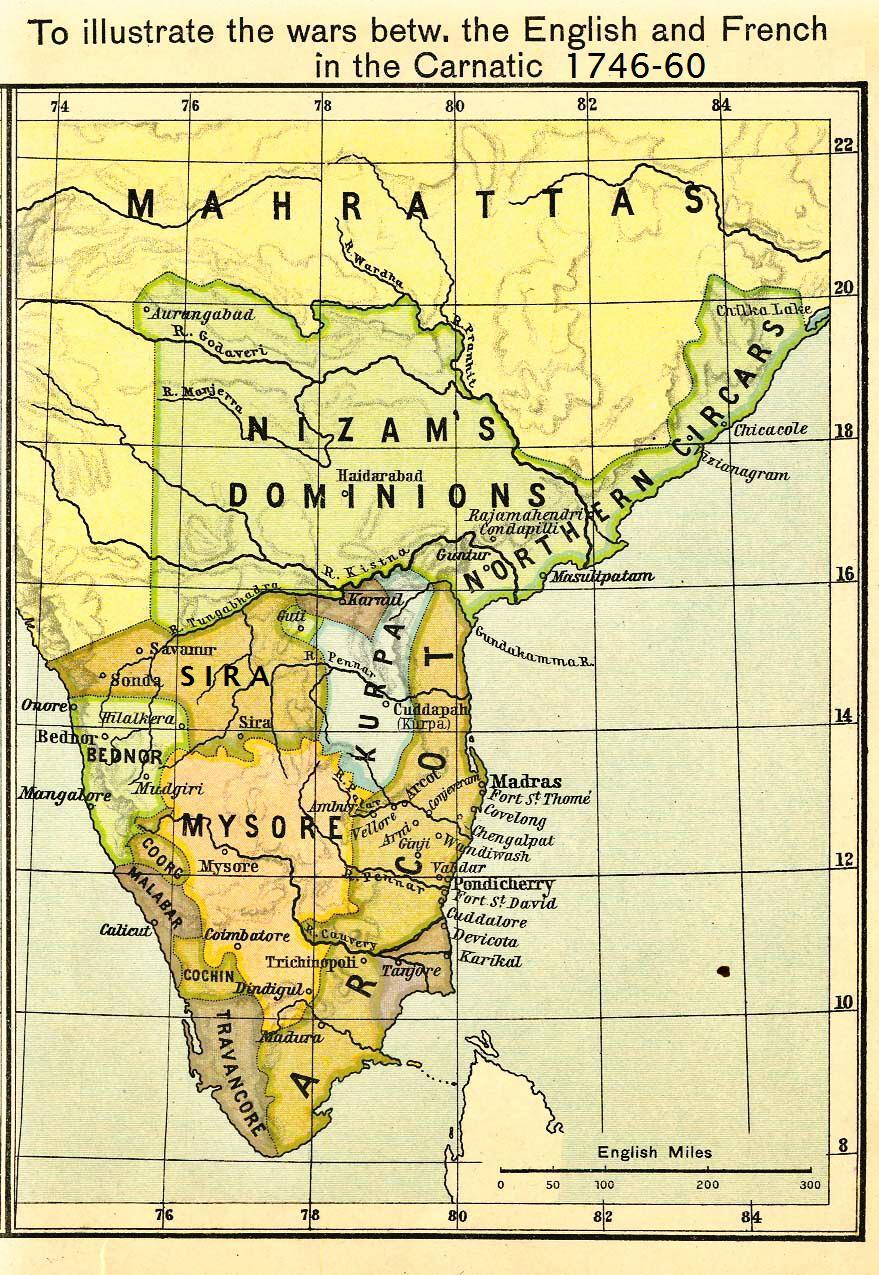
Карта южной Индии времён войны

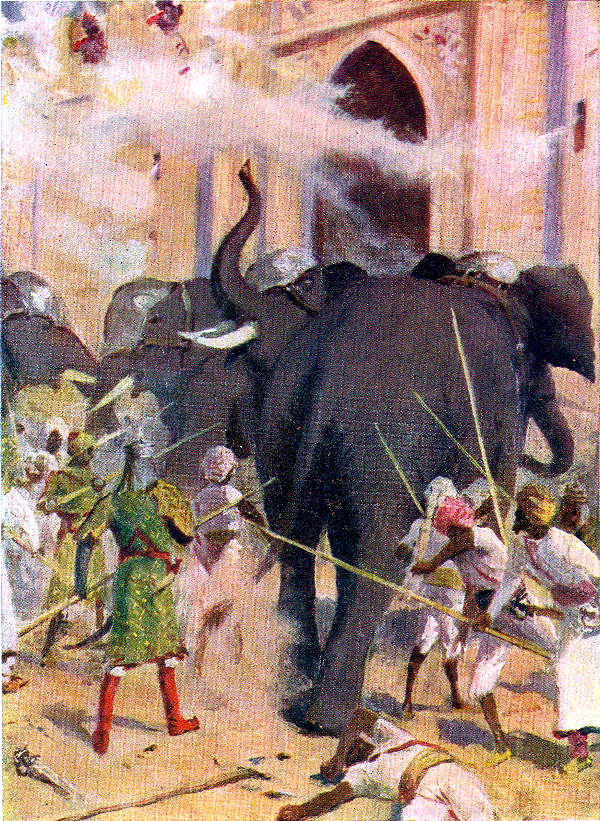
Осада Аркота в 1751 г.

## Предыстория
Генерал-губернатор французской Индии Жозеф-Франсуа Дюплекс завидовал торговой и морской активности англичан и мечтал изгнать их если не из пределов Индии, то хотя бы из Карнатика. Он всерьез подумывал о создании французской колониальной империи в Индии и твердо решил, несмотря на враждебное настроение директоров Компании, продолжать борьбу за Карнатик.
В июне 1748 года (еще до окончания Первой Карнатикской войны) умер один из самых могущественных правителей южной Индии — Низам-уль-Мульк, первый низам Хайдарабада. Между его сыновьями и внуками тотчас же началась борьба за наследство. Главным претендентом считался внук деканского владыки Музаффар Джанг. Реальная власть в Хайдарабаде оказалась у Насир Джанга, второго сына Назима, ибо он командовал войсками. Вскоре из Дели пришел фирман, подтверждающий право Насир Джанга на наследство Низама, но спустя несколько дней подобный фирман получил и Музаффар Джанг. 
Чанда Сахиб, который хотел стать навабом Карнатика вместо Анвар-уд-дина Мухаммад-хана, тут же ввязался в распри между наследниками, приняв сторону Музаффара. Он предложил генерал-губернатору Дюплексу свой план: он, Чанда Сахиб, получает французских сипаев, возводит Музаффара на трон Хайдарабада и сам становится навабом Карнатика, а в собственность Компании после победы переходит один из городов близ Пондишери, Вилленур, и 40 деревень. Дюплекс сначала колебался, но, когда узнал, что Музаффар и Чанда одновременно стараются заручиться поддержкой англичан, поспешно согласился. В июле Совет Пондишери заключил с Чандой договор, по которому Вилленур и 40 деревень перешли к французам. Колония превратилась в крупного земельного собственника.

## Ход войны
В 1749 году в сражении при Амбуре погиб наваб Анвар-уд-дин Мухаммад-хан и Чанда Сахиб стал навабом Карнатика. Вскоре в войну вступили англичане. Чтобы нейтрализовать французское влияние, они начали поддерживать Насир Джанга и Мухаммеда Али-хана Валладжаха, сына покойного наваба Анвара-уд-Дина Мухаммада-хана.
К 1750 году французы добились первых успехов как в Декане, так и в Карнатаке, разгромив и убив своих противников и посадив своих сторонников на троны. Французская армия под командованием Бюсси была размещена в Хайдарабаде, чтобы обеспечить французские интересы. Но 16 декабря 1750 года низам Хайдарабада Насир Джанг был убит в Дюпле-Фатхабаде (Сарасангупеттаи), близ Джинджи, Патан-Химмат-ханом, который был навабом Кадапы. В результате Музаффар Джанг при содействии французов унаследовал престол Хайдарабада.
В 1751 году Чанда Сахиб стал навабом Карнатика, заставив Мухаммеда Али-хана Валаджха бежать и укрыться в Тиручирапалли. Чанда Сахиб последовал за ним и с помощью французов возглавил осаду последнего. Клайв решил внезапно напасть на столицу Карнатика, Аркот, чтобы отвлечь Чанда Сахиба от Тиручирапалли. Он атаковал и захватил Аркот с 210 людьми, где был осажден в течение 53 дней 10-тысячным отрядом под командованием сына Чанда Сахиба Разы Сахиба. Раза Сахиб не смог вернуть форт и был побежден английскими войсками, в основном состоявшими из индийских солдат. 
Захват Аркота англичанами под командованием Роберта Клайва привел к последовательным победам британцев и их южноиндийских союзников. В апреле 1752 году была снята осада Тиручирапалли, а затем в июне в Шрирангаме капитулировал французский отряд Ло. Чанда Сахиб сдался в плен и был обезглавлен. 1754 году англичане назначили Мухаммеда Али-хана навабом Аркота, и большая часть местных войск Чанды Сахиба перешла на сторону англичан.
Директора Французской Ост-Индской компании были недовольны политическими амбициями генерал-губернатора Дюплекса, которые привели к огромным финансовым потерям, и его отозвали во Францию.

## Результаты
Война закончилась Пондишерским договором, подписанным в 1754 году, в котором содержались следующие положения: французы и англичане решили не вмешиваться во внутренние дела индийских правителей; обе стороны остались на территориях, которые они занимали на момент подписания договора; французской армии, размещенной в Хайдарабаде под командованием Бюсси, было разрешено там остаться; Мухаммед Али-хан Валаджах был признан навабом Карнатика. 
Хотя французы и потерпели неудачу в войне, они выиграли больше всех. Их кандидат, низам Хайдарабада Музаффар Джанг, получил территории в Пондишери и Северном округе.